# Новий Буг (станція)
Новий Буг — проміжна залізнична станція Херсонської дирекції Одеської залізниці на лінії Долинська — Миколаїв між станціями Казанка (26 км) та Новополтавка (18 км). Розташована в селі Станційне, поблизу міста Новий Буг Баштанського району Миколаївської області.

## Пасажирське сполучення
На станції Новий Буг зупиняються поїзди далекого сполучення Херсон / Миколаїв — Київ — Краматорськ та Херсон — Львів.
Поїзди приміського сполучення:
- Миколаїв-Вантажний — Долинська — Миколаїв-Вантажний (узгоджений з приміським поїздом до станції Тимкове і далі на Кривий Ріг)[2]. До 2020 року курсував приміський поїзд сполученням Миколаїв-Вантажний — Тимкове — Миколаїв-Вантажний.